# Travis Tartamella
Travis Scott Tartamella (né le 17 décembre 1987 à Fontana, Californie, États-Unis) est un receveur de baseball.
Il joue dans la Ligue majeure de baseball pour les Cardinals de Saint-Louis en 2015.

## Carrière
Travis Tartamella est repêché une première fois par les Devil Rays de Tampa Bay au 50e tour de sélection en 2006. Il ignore l'offre, rejoint les Golden Eagles de l'université d'État de Californie à Los Angeles, puis signe son premier contrat professionnel avec les Cardinals de Saint-Louis, qui le sélectionnent au 19e tour du repêchage amateur de 2009. En 2014, Baseball America considère qu'il est le meilleur receveur défensif à évoluer en ligues mineures avec un des clubs affiliés aux Cardinals.
Tartamella fait ses débuts dans le baseball majeur avec Saint-Louis le 23 septembre 2015 et, à son premier passage au bâton, réussit son premier coup sûr, aux dépens du lanceur Carlos Contreras des Reds de Cincinnati. Il obtient un coup sûr en deux passages au bâton avec Saint-Louis en 2015.